# Dickson Experimental Sound Film
Dickson Experimental Sound Film je americký němý film z roku 1895. Režisérem je William Kennedy Dickson (1860–1935). Natáčení probíhalo někdy na přelomu let 1894 a 1895 ve studiu Černá Marie. Film trvá necelou půlminutu a jedná se o první ozvučený film v historii kinematografie. Snímek byl natočen pomocí Edisonova kinetophonu, který se skládal z kinetoskopu, který nově doprovázel fonograf. Nejedná se však o první ozvučený film v pravém slova smyslu, protože nedošlo k synchronizaci obrazu a zvuku (k té došlo až o desítky let později). Nejsou taktéž žádné důkazy o tom, že by film byl se zvukem promítán.
Snímek je taktéž považován za první LGBT film. Filmový historik Vito Russo stejně jako americký dokument The Celluloid Closet z roku 1995 tvrdí, že film se měl původně jmenovat The Gay Brothers. Kritici však připomínají, že samotný název nemusel nic naznačovat, protože slovo gay mělo původně význam bezstarostného, radostného či veselého muže. Teprve až mezi 20. a 40. lety 20. století se jím začal označovat homosexuál a ke zpopularizování tohoto výrazu došlo plně až v druhé polovině 20. století.

## Děj
Film zachycuje Williama Dicksona, jak hraje na housle operu Les Cloches de Corneville od Roberta Planquetteho. Za jeho zády spolu tančí dva neznámí muži.